# Су Чженьчан
Су Чженьчан (кит.: 蘇貞昌; піньїнь: Sū Zhēnchāng; нар. 28 липня 1947) — китайський політик, голова Виконавчого Юаня Республіки Китай з 25 січня 2006 до 21 травня 2007 та з 14 січня 2019 до 31 січня 2023 року, до цього обіймав посаду мера Сіньбея (1997—2004).